# Dyn Media
Die Dyn Media GmbH ([daɪ̯n], wie „dein“) ist ein deutsches Medienunternehmen. Sie betreibt eine mit Dyn betitelte Streaming-Plattform für Sportübertragungen und zeigt nationale und internationale Wettbewerbe in verschiedenen Sportarten mit Ausnahme von Fußball.

## Gründung und Sendestart
Das Start-up-Unternehmen wurde Anfang 2022 vom ehemaligen DFL-Geschäftsführer Christian Seifert und dem Axel-Springer-Verlag gegründet. Es besitzt Senderechte in Deutschland, Österreich sowie der Schweiz. Der Sendebetrieb begann am 23. August 2023 mit dem DHB-Supercup.
In der ersten Saison (2023/2024) übertrug der Sender über 2.500 Spiele nationaler und internationaler Wettbewerbe. Die Dyn-Inhalte erreichten laut Sport-Informations-Dienst rund 500 Millionen Fans, Das Handballspiel zwischen dem THW Kiel und SC Magdeburg am 7. Februar 2024 in der Bundesliga hatte mit 115.000 Streams die höchste Zuschauerquote.

## Inhalte (Auswahl)
Seit der Saison 2023/24 überträgt oder übertrug Dyn (teilweise mit Einschränkung auf Heimspiele oder Spiele mit deutscher Beteiligung) unter anderem folgende Wettbewerbe:

### Basketball
- Basketball-Bundesliga der Männer[4]
- BBL-Pokal
- Basketball Champions League[5]

### Handball
- Handball-Europameisterschaft der Männer 2024
- Handball-Bundesliga: Männer[6] und Frauen (Sublizenz von Sportdeutschland.TV)[7]
- 2. Handball-Bundesliga der Männer
- DHB-Pokal: Männer und DHB-Pokal der Frauen
- DHB-Supercup
- EHF Champions League: Männer (Sublizenz von DAZN)[1] und Frauen
- EHF European League: Männer und Frauen

### Hockey
- Feldhockey-Bundesliga: Herren und Damen[8]

### Tischtennis
- Tischtennis-Bundesliga[9]
- TTBL-Pokal
- Tischtennis-Europameisterschaft 2023

### Volleyball
- Volleyball-Bundesliga: Männer und Frauen
- DVV-Pokal: Männer und Frauen

## On-Air-Team
Mehr als 40 Kommentatoren, Moderatoren und Experten arbeiten mit Stand Juni 2024 für Dyn, dazu gehören unter anderem:
- alle Sportarten: Kevin Gerwin, Anett Sattler
- Basketball: Svenja Brunckhorst, Bastian Doreth, Patrick Femerling, Sergio Kerusch, Stefan Koch, Michael Körner, Arne Malsch , Tobias Schimon, Malte Ziegenhagen
- Handball: Markus Götz, Pascal Hens, Stefan Kretzschmar, Florian Naß, Gari Paubandt, Karsten Petrzika, Tobias Schimon, Andy Schmid, Florian Schmidt-Sommerfeld, Dagur Sigurðsson, Sascha Staat
- Hockey: Moritz Fürste
- Volleyball: Alexander Walkenhorst

## Empfang
Das Programm Dyn wird über eine Website und mobile Apps ausgestrahlt. Außerdem ist der Empfang mit verschiedenen Smart-TVs möglich sowie aufgrund vertraglicher Abmachungen auch über Geräte von MagentaTV und per App auf dem Receiver von Sky Deutschland.

## Auszeichnungen
- SportsPro OTT Award 2024 in der Kategorie „Beste neue Plattform“[13]